# Wish You Were Gay
Wish You Were Gay (geschreven in kleine letters) is een nummer van de Amerikaanse zangeres Billie Eilish. Het nummer werd uitgebracht op 4 maart 2019, via Darkroom en Interscope Records. Het nummer werd uitgebracht als vierde single voor Eilish' debuutstudio-album When We All Fall Asleep, Where Do We Go? (2019) en wordt als zesde nummer in haar album afgespeeld.

## Achtergrond
Eilish onthulde in een verklaring dat ze op 14-jarige leeftijd werd geïnspireerd om 'wish you were gay' te schrijven toen ze "dolverliefd was op een jongen". In juli 2017 voerde Eilish een akoestisch fragment van de track uit op haar Instagram-verhaal. Ze verklaarde dat haar verliefdheid "echt niet in haar geïnteresseerd was", en ze wenste dat "hij homo was, zodat hij [haar] niet echt leuk vond, in plaats van het feit dat hij [haar] niet leuk vond." Ze voegde eraan toe dat de jongen in kwestie inderdaad homo is.

## Medewerkers
- Billie Eilish - zang, songwriter
- Finneas O'Connell - producent, songwriter
- Rob Kinelski - mixier, studiopersoneel
- John Greenham - mastering engineer, studio personeel